# Mitomicin C
A mitomicin egy három antibiotikumból álló aziridin(en)-tartalmú szekunder metabolit-család, melyet a  Streptomyces caespitosus mikroorganizmusokból izolált a japán Wakiki 1956-ban.
Egyikük, a C-mitomicin vagy mitomicin C, kemoterápiás szerként kerül alkalmazásra daganatellenes hatása miatt. 1958-ban izolálták, és Japánban már több mint 25 éve alkalmazzák. A világ többi részén jóval később kezdték alkalmazni. Kékeslila színű, vízben és alkoholban oldódó kristály.
Intravénásan adagolják a felső gyomorbélrendszeri és mellrákok esetén, valamint hólyagöblítésként felületi hólyagdaganatok kezelésére.  Csontvelő-toxicitást okozhat, ezért 6 hetes időközönként adják. Hosszú ideig történő használata maradandó csontvelő-károsodást okozhat. Ezen kívül tüdőfibrózist(en) és krónikus veseelégtelenséget is okozhat.

## Hatásmechanizmus
A C-mitomicin  egy erős DNS keresztkötés kialakító szer. Genomonként egy keresztkötés hatékony baktériumölő módszernek bizonyult.  Ez reduktív aktiválás során jön létre, melyet két N-alkilálás követ. Mindkét alkilálás szekvenciaspecifikus egy guanin nukleozidra az 5'-CpG-3' szekvenciában.